# JSK Architekci
JSK Architekci – polska pracownia architektoniczna z Warszawy. Założona w 1998 przez Zbigniewa Pszczulnego i Mariusza Rutza.

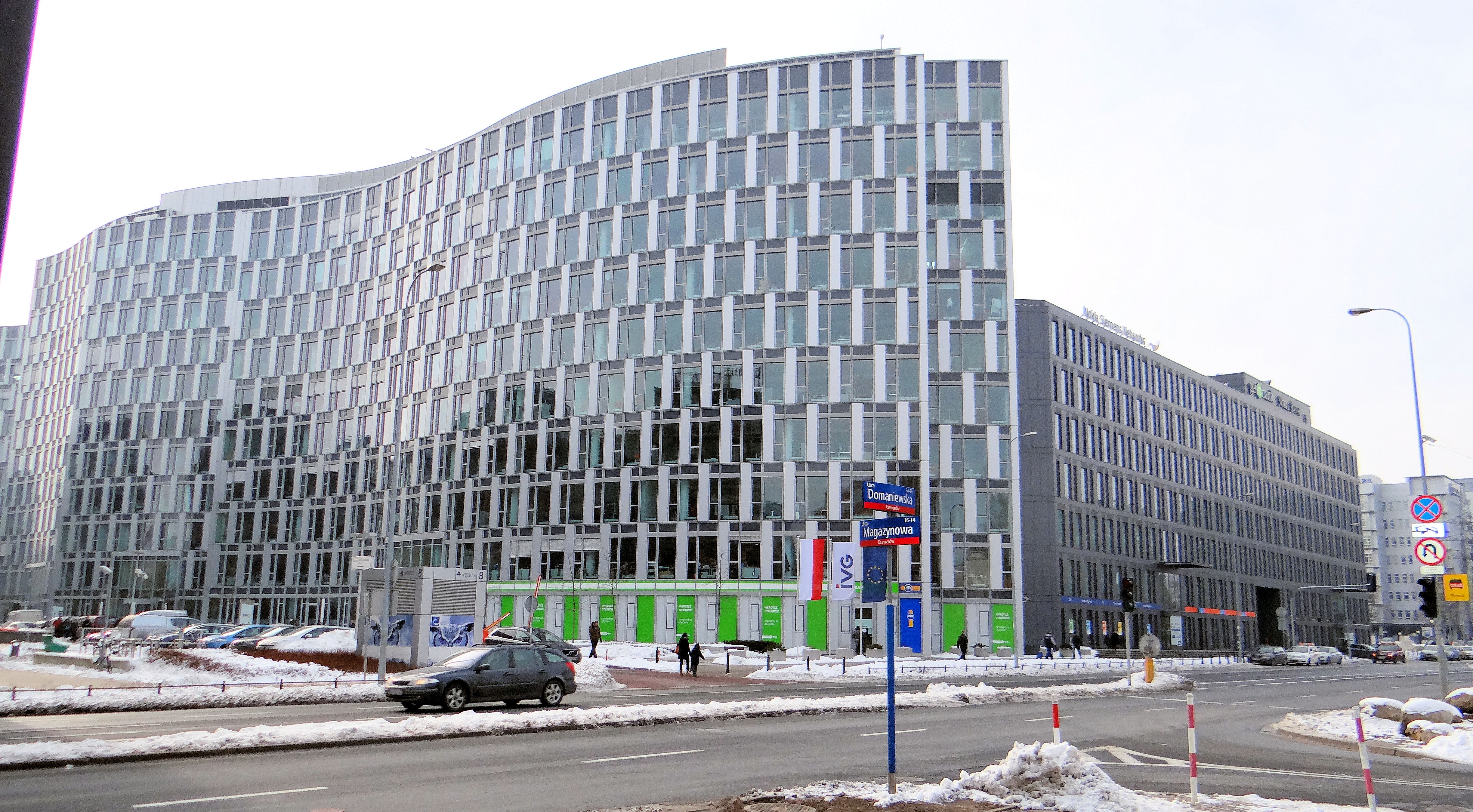
Biurowiec Horizon Plaza w Warszawie (2013)

Do projektów zrealizowanych w Polsce należą m.in.: siedziba koncernu Daimlera w Warszawie, zespół budynków biurowych przy ul. Domaniewskiej 50, budynki biurowe Horizon Plaza w Warszawie, centra handlowe: Galeria Drukarnia w Bydgoszczy oraz Solaris Center w  Opolu, Stadion Miejski Legii Warszawa oraz dwa stadiony piłkarskie realizowane w związku z turniejem Mistrzostw Europy 2012: Stadion Miejski we Wrocławiu oraz Stadion Narodowy w Warszawie.